# Vasudeva Ier
Vasudeva Ier est un empereur de l'Empire kouchan de 191 à au moins 232. Il succède à Huvishka et son règne se termine par l'invasion des Sassanides et l'établissement des Indo-Sassanides (ou Kouchano-Sassanides).

## Monnaies

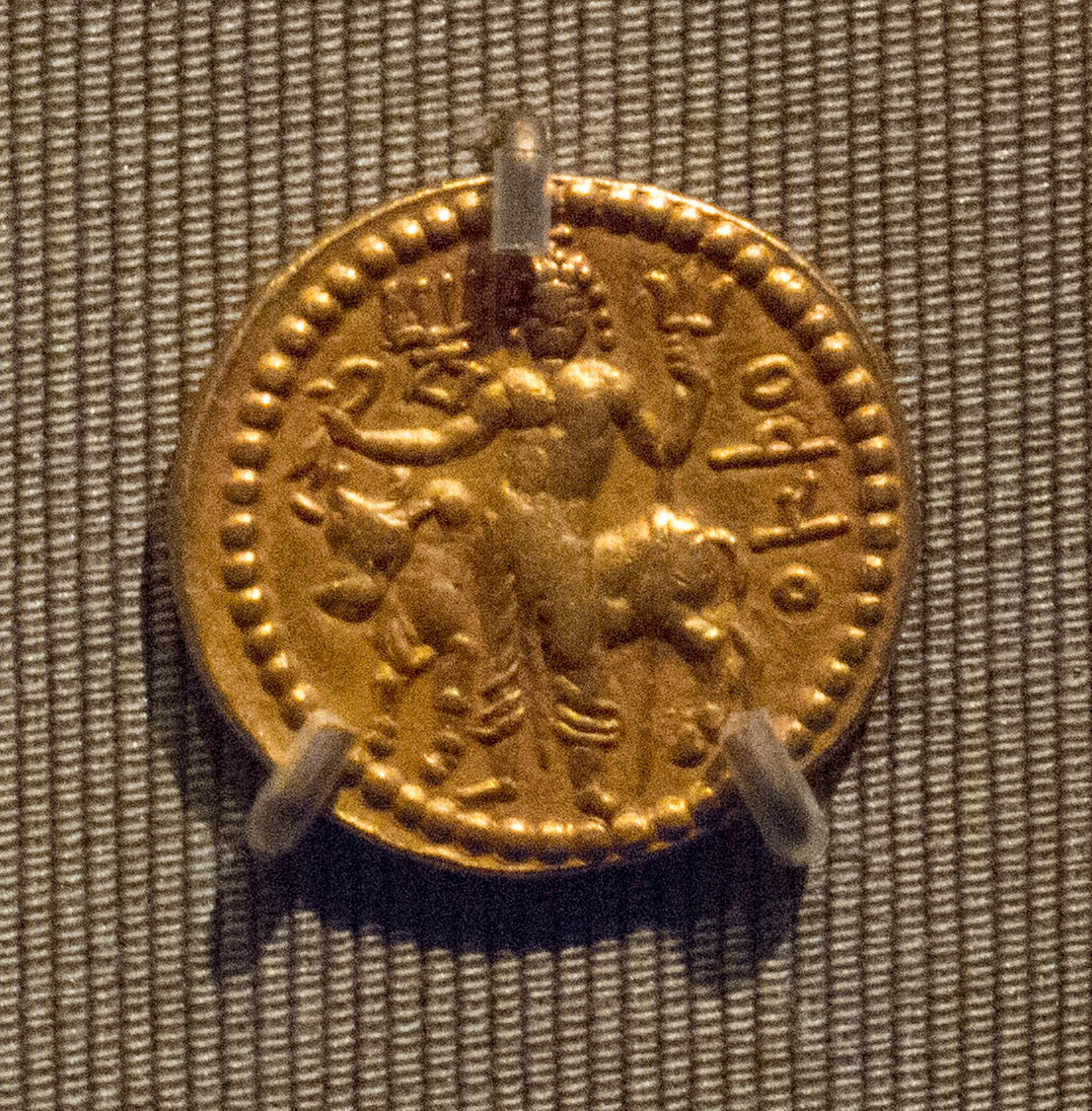
Monnaie du roi Vasudeva Ier. Revers à l'image du dieu indien Shiva et du taureau à bosse Nandi. Or, diamètre 1,9 cm, musée d'Art asiatique de San Francisco[1].
Pièce d'or représentant Vasudeva Ier, datant de 142. La pièce représente un portrait du souverain sur l'avers et diverses divinités sur le revers. Elle est identifiée par des inscriptions en alphabet kharoshthi, la langue utilisée dans le nord-ouest de l'Inde pendant la période kushane.

### Statuaire bouddhique sousVasudevaIer
Il existe une statue bouddhique et une stèle provenant du même ensemble, directement datés du règne de Vasudeva I, inscrites dans une ère dont on sait maintenant qu'il s'agit de l'ère Yavana (en), commençant en 186-175 av. J.-C.
| Statuaire datée du règne de Vasudeva I |
| - Statue du Bouddha de Hashtnagar (en), inscrite de « l'année 384 » (probablement de l'ère Yavana), soit 209 apr. J.-C. - Piédestal de la statue de Hashtnagar, maintenant au British Museum, inscrit de « l'année 384 » (probablement de l'ère Yavana), soit 209 apr. J.-C. - Bouddha de Mamane Dheri, inscrit de « l'année 89 » (probablement de l'ère de Kanishka), soit 216 apr. J.-C. |